# Threskiornis solitarius
L'ibis di Riunione (Threskiornis solitarius de Sélys Longchamps, 1848) è una specie estinta di ibis endemica di Réunion, un'isola vulcanica dell'oceano Indiano. I suoi primi resti subfossili vennero rinvenuti nel 1974, e la specie venne descritta scientificamente nel 1987. I suoi parenti più stretti sono l'ibis bianco del Madagascar, l'ibis sacro e l'ibis collospinoso.
Nelle testimonianze dei viaggiatori del XVII e XVIII secolo è descritto un uccello bianco che volava con difficoltà, divenuto in seguito noto come solitario di Réunion. Verso la metà del XIX secolo, gli studiosi iniziarono a credere, erroneamente, che queste vecchie testimonianze si riferissero a parenti bianchi del dodo, dal momento che in un resoconto si parla esplicitamente della presenza di dodo sull'isola; inoltre, più di recente sono venuti alla luce dipinti del XVII secolo raffiguranti dei dodo bianchi. Tuttavia, su Réunion non sono mai stati ritrovati resti fossili riferibili ad animali simili a dodo, e alcuni studiosi hanno anche iniziato a domandarsi se i suddetti dipinti avessero davvero a che fare con l'isola. Vennero ipotizzate anche altre identificazioni, basate solamente su speculazioni. Alla fine del XX secolo, la scoperta di un ibis subfossile ha spinto a ipotizzare che i vecchi racconti si riferissero in verità a una specie di ibis. L'idea che il solitario e l'ibis subfossile siano in effetti lo stesso animale ha incontrato solo un limitato dissenso, e attualmente è accettata da quasi tutti gli studiosi.
Dalle vecchie descrizioni e dai resti subfossili, si può apprendere che l'ibis di Réunion avesse il piumaggio prevalentemente bianco, con sfumature che viravano sul giallo e sul grigio. Le estremità delle ali e il ciuffo di piume simili a quelle dello struzzo poste sul posteriore erano di colore nero. Collo e zampe erano lunghi, e il becco era relativamente diritto e corto per un ibis. Aveva una costituzione più robusta dei suoi parenti attuali, ma per il resto era molto simile a essi. Le ossa subfossili dell'ala indicano che avesse capacità di volo ridotte, una caratteristica forse correlata all'aumento di peso stagionale. La dieta dell'ibis di Réunion era costituita da vermi e altri animaletti raccolti al suolo. Preferiva vivere in solitudine (da cui il nome «solitario»). Nel XVII secolo, si incontrava solo in zone montuose, ma potrebbe essere stato spinto in queste aree remote dalla caccia indiscriminata datale dall'uomo e dalla predazione da parte degli animali introdotti, presenti soprattutto nelle aree più accessibili dell'isola. I visitatori che giungevano a Réunion ne elogiavano il sapore, e di conseguenza la sua carne era molto ricercata. Si ritiene che questi fattori abbiano portato la specie all'estinzione agli inizi del XVIII secolo.

## Tassonomia
La storia tassonomica dell'ibis di Réunion è intricata e complessa, dal momento che fino a poco tempo fa gli scienziati avevano in mano solo prove ambigue e inconsistenti. Attualmente si ritiene che l'ipotetico «dodo bianco» di Réunion sia stato solo il frutto di una speculazione erronea basata sulle scarse testimonianze dei contemporanei che descrissero l'ibis di Réunion, nonché sulle raffigurazioni di dodo bianchi di Mauritius dipinte dai pittori olandesi Pieter Withoos e Pieter Holsteijn II (e dai loro seguaci) nel XVII secolo e venute alla luce nel XIX secolo.
Il primo ufficiale inglese John Tatton fu il primo a fare precisa menzione di un uccello bianco presente a Réunion, nel 1625. Nel 1646 l'isola venne occupata dai francesi, i quali chiamarono questo uccello «solitario». M. Carré della Compagnia francese delle Indie orientali descrisse il solitario nel 1699, spiegando il perché veniva chiamato così:
Un ugonotto francese abbandonato sulla vicina isola di Rodrigues, François Leguat, utilizzò il termine «solitario» per indicare l'uccello rafino ivi incontrato negli anni '90 del XVII secolo, ma si ritiene che abbia preso in prestito il nome da un trattato del 1689 del marchese Henri Duquesne, nel quale viene citata la specie di Réunion. Probabilmente lo stesso Duquesne basò la sua descrizione su una testimonianza precedente. Nessun esemplare di solitario è mai stato imbalsamato. I due esemplari che Carré cercò di inviare alla ménagerie reale non sopravvissero alla cattività. Secondo Billiard, Bertrand-François Mahé de La Bourdonnais inviò in Francia un «solitario» da Réunion verso il 1740. Dal momento che si ritiene che l'ibis di Réunion fosse già scomparso all'epoca, l'uccello in questione potrebbe essere stato un solitario di Rodrigues.
L'unico scrittore contemporaneo a parlare esplicitamente di «dodo» a Réunion fu il marinaio olandese Willem Ysbrandtszoon Bontekoe, che non fece cenno della loro colorazione:
Quando questo giornale di bordo venne pubblicato nel 1646, era accompagnato da un'incisione che adesso sappiamo copiata da uno dei dodo ritratti nel cosiddetto «schizzo della Crocker Art Gallery» del pittore fiammingo Roelant Savery. Dal momento che Bontekoe era naufragato e aveva perso tutto ciò che portava con sé dopo aver visitato Réunion nel 1619, poté scrivere la sua testimonianza solamente sette anni dopo, una volta tornato nei Paesi Bassi. È pertanto probabile che abbia scritto il suo resoconto in base a quello che si ricordava, e il risultato potrebbe quindi non essere del tutto attendibile. Egli potrebbe essere giunto alla conclusione che si trattava di dodo col senno di poi, avendo inteso che gli uccelli che aveva visto non si discostavano molto da quelli che venivano descritti come dodo.

### Le prime interpretazioni
Negli anni '70 del XVIII secolo, il naturalista francese Buffon sosteneva che il dodo fosse presente sia a Mauritius che a Réunion. Non sappiamo perché abbia citato anche Réunion, ma nella stessa parte di testo aggiunse anche notizie riguardanti il solitario di Rodrigues e un terzo uccello (l'Oiseau de Nazareth, che adesso pensiamo si trattasse di un dodo). Il naturalista inglese Hugh Edwin Strickland mise in discussione le vecchie descrizioni del solitario di Réunion nel suo libro del 1848 The Dodo and Its Kindred, e giunse alla conclusione che fosse una forma distinta sia dal dodo che dal solitario di Rodrigues. Il barone Edmond de Sélys Longchamps coniò il nome scientifico Apterornis solitarius per il solitario di Réunion nel 1848, facendone apparentemente la specie tipo del genere, nel quale classificò anche altri due uccelli delle Mascarene note solamente a partire dalle testimonianze dei contemporanei, il rallo rosso e il pollo sultano di Réunion. Dato che il nome Apterornis era già stato impiegato per un altro tipo di uccello da Richard Owen, e gli altri nomi più vecchi erano anch'essi invalidi, Bonaparte coniò il nuovo nome binomiale Ornithaptera borbonica nel 1854 (Bourbon era il nome francese originale di Réunion). Nel 1854, Hermann Schlegel classificò il solitario nello stesso genere del dodo, e lo battezzò Didus apterornis. Egli cercò inoltre di raffigurare l'animale attenendosi rigorosamente alle testimonianze dei contemporanei, e l'uccello che raffigurò somigliava più a un ibis o a una cicogna che a un dodo. Dal momento che veniva considerato un congenere del dodo, il solitario di Réunion è stato a lungo considerato anch'esso un membro della famiglia dei Dididi, appartenente all'ordine dei Columbiformi
Nel 1856, William Coker annunciò la scoperta di un dipinto «persiano» del XVII secolo raffigurante un dodo bianco circondato da anatre, che aveva visto esposto in Inghilterra. L'artista venne in seguito identificato come Pieter Withoos, e molti eminenti naturalisti del XIX secolo giunsero successivamente alla conclusione che l'immagine raffigurasse il solitario bianco di Réunion, ipotesi proposta forse per la prima volta dall'ornitologo John Gould. Contemporaneamente, alcuni dipinti simili di Pieter Holsteijn II raffiguranti dodo bianchi vennero scoperti nei Paesi Bassi. Nel 1869, l'ornitologo inglese Alfred Newton sostenne che il dipinto di Withoos e l'incisione che accompagnava le memorie di Bontekoe raffigurassero un dodo di Réunion in vita che era stato trasportato nei Paesi Bassi, e ipotizzò inoltre che il suo becco smussato era stato volontariamente scorciato per prevenire che potesse ferire esseri umani. Mise anche da parte le incongruenze tra le varie illustrazioni e descrizioni, in particolare non considerando affatto il lungo becco sottile citato chiaramente nella testimonianza di un contemporaneo.
Le parole di Newton cementarono notevolmente la validità di questa ipotesi tra i contemporanei, e alcuni di questi si spinsero oltre, aggiungendo sempre più materiale per confermarla. Secondo lo zoologo olandese Anthonie Cornelis Oudemans le discrepanze tra i dipinti e le vecchie descrizioni si spiegavano con il fatto che i disegni raffiguravano esemplari di sesso femminile, e di conseguenza la specie mostrava un netto dimorfismo sessuale. Per Walter Rothschild il colore giallo delle ali era dovuto all'albinismo di quel particolare esemplare, dal momento che le vecchie descrizioni le descrivono di colore nero. Agli inizi del XX secolo, in mezzo a molte speculazioni, gli studiosi affermavano che molti altri dipinti e perfino resti fisici andassero attribuiti ai presunti dodo bianchi. Alcuni credevano che il solitario delle vecchie descrizioni fosse piuttosto una specie simile al solitario di Rodrigues. Rothschild commissionò all'artista britannico Frederick William Frohawk di raffigurare il solitario di Réunion sia come un dodo bianco, sulla base del dipinto di Withoos, che come un uccello diverso, secondo la descrizione di Dubois, per la sua opera Extinct Birds del 1907. Nel 1953, il tassonomista giapponese Masauji Hachisuka giunse addirittura alla conclusione che le specie di uccelli in questione fossero due, e battezzò il dodo bianco dei dipinti Victoriornis imperialis e il solitario delle testimonianze scritte Ornithaptera solitarius.

### L'interpretazione attuale

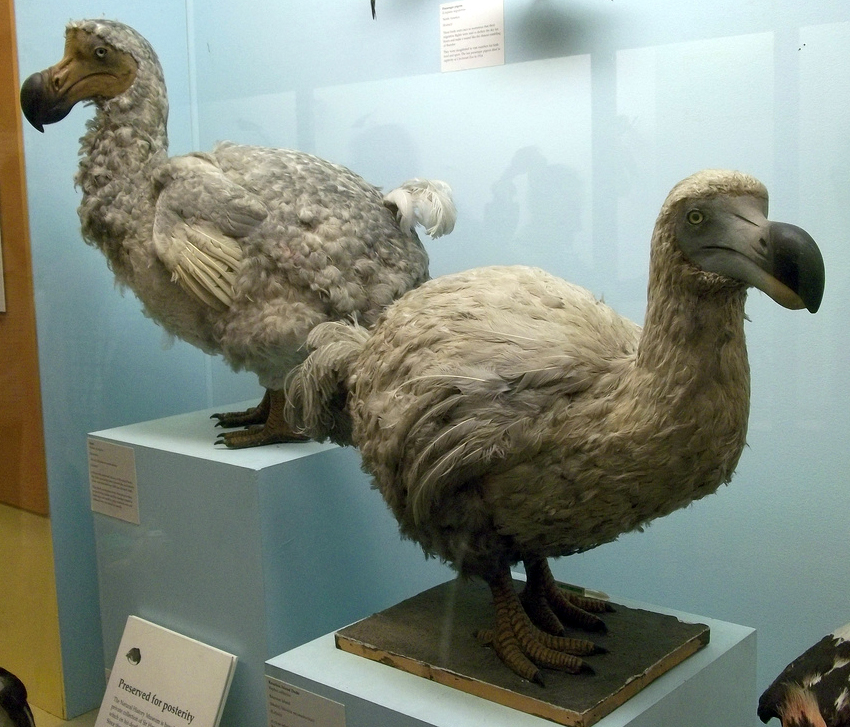
Ricostruzioni del presunto dodo di Réunion (a destra) e del dodo di Mauritius (a sinistra) a opera di Rowland Ward (museo di storia naturale di Londra).

Fino alla fine degli anni '80, l'esistenza di un dodo bianco a Réunion era la visione ortodossa, e solo pochi ricercatori dubitavano del collegamento che correva tra il solitario delle testimonianze e il dodo dei dipinti. Essi sostenevano cautamente che era meglio non trarre alcuna conclusione fino a che non emergessero prove solide, ad esempio dei fossili, e che nulla stava a indicare che i dodo bianchi dei dipinti avessero effettivamente a che fare con Réunion. Nel 1970, Robert W. Storer predisse che nel caso fossero stati rinvenuti dei resti, essi non sarebbero stati attribuibili ai Rafidi, e nemmeno ai Columbidi.
I primi resti subfossili di uccello a Réunion vennero rinvenuti nel 1974, e furono attribuiti a una cicogna (gen. Ciconia). Nel 1987, furono scoperti dei resti subfossili appartenenti a una specie di ibis sconosciuta alla scienza endemica di Réunion, battezzata Borbonibis latipes, che si riteneva strettamente imparentata con gli ibis del genere Geronticus. Nel 1994, si scoprì che anche i resti della «cicogna» appartenevano in effetti a questo ibis. La scoperta del 1987 spinse il biologo Anthony S. Cheke a suggerire a uno degli scopritori, Francois Moutou, che i resti subfossili potevano appartenere al solitario di Réunion. Questa ipotesi venne pubblicata dagli scopritori di Borbonibis nel 1995, che inoltre riclassificarono la specie nel genere Threskiornis, ora combinato all'epiteto specifico solitarius, dal nome binomiale scelto da Sélys-Longchamps nel 1848 per la sua descrizione del solitario. Gli autori sottolinearono che l'aspetto e il comportamento del solitario descritti nelle testimonianze dei contemporanei erano più attribuibili a un ibis che a un membro dei Rafini, grazie alla scoperta, nel 1994, di un frammento di mandibola di ibis relativamente corto e diritto, e al fatto che i resti di ibis erano particolarmente abbondanti in determinate località; sarebbe stato piuttosto strano se gli scrittori contemporanei non avessero mai menzionato un uccello così comune, nonostante avessero citato molte altre specie di cui vennero successivamente rinvenuti resti fossili.

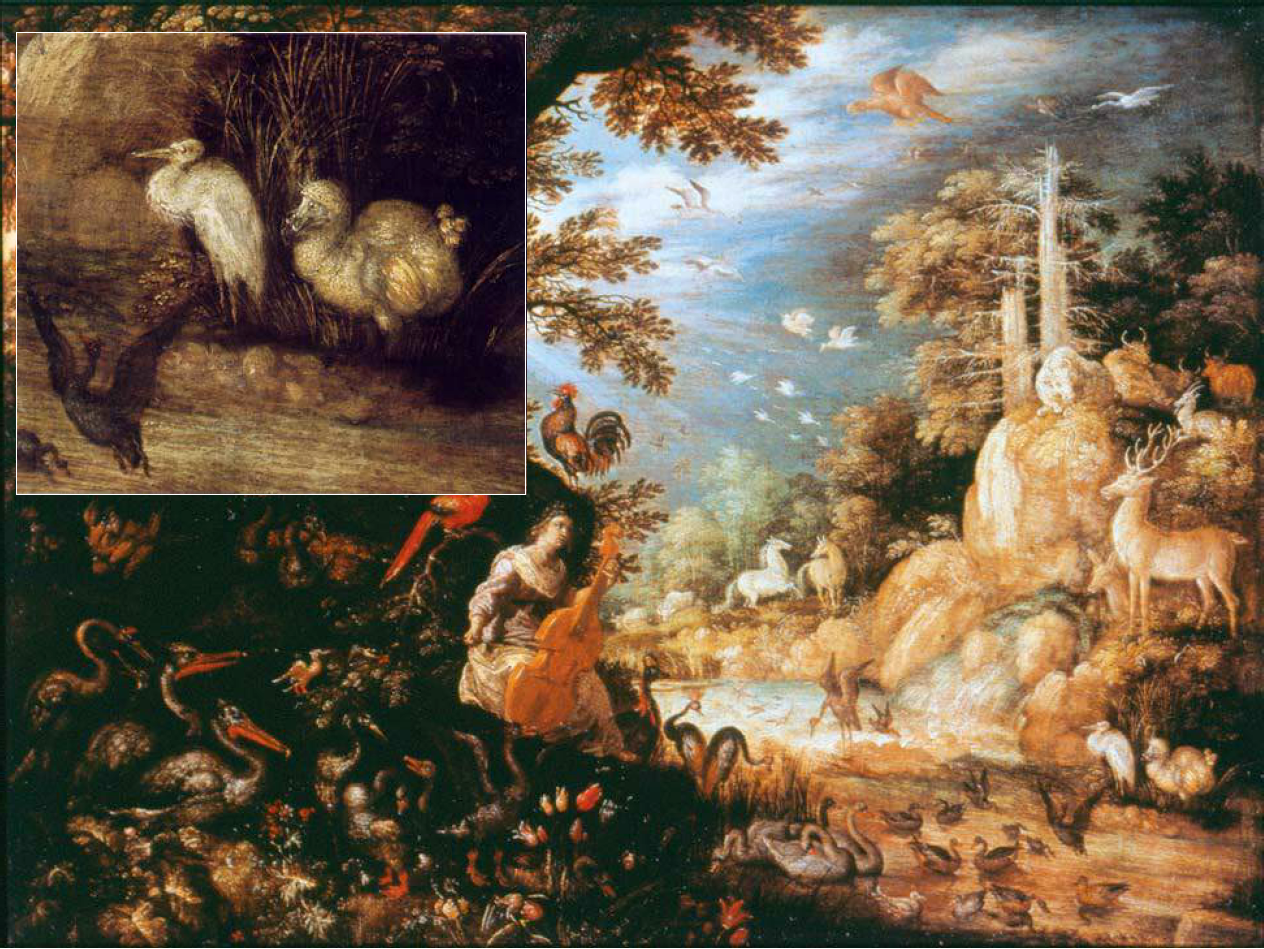
Il dipinto di Roelant Savery con un dodo biancastro in basso a destra (1611).

La probabile origine dei dodo bianchi dei dipinti del XVII secolo è stata recentemente esaminata dal biologo Arturo Valledor de Lozoya nel 2003 e, indipendentemente, dagli esperti della fauna delle Mascarene Anthony Cheke e Julian Hume nel 2004. I dipinti di Withoos e Holsteijn sono chiaramente derivati l'uno dall'altro, e Withoos probabilmente copiò il suo dodo da una delle opere di Holsteijn, dal momento che queste probabilmente risalgono a un periodo precedente. Si ritiene che tutti i dodo bianchi ritratti successivamente siano basati su questi dipinti. Secondo i suddetti autori, sembra che queste stesse raffigurazioni derivino a loro volta dal dodo di colore biancastro presente nel quadro noto come Paesaggio con Orfeo e animali, dipinto da Roelant Savery attorno al 1611. Il dodo in questione era apparentemente basato su un esemplare impagliato all'epoca presente a Praga; un walghvogel (vecchio termine olandese per dodo) di «colore bianco sporco» era citato nell'inventario degli esemplari museali presenti nella collezione di Praga dell'imperatore del Sacro Romano Impero Rodolfo II, del quale Savery era all'epoca (1607-1611) pittore di corte. Le immagini di dodo ritratte successivamente da Savery mostrano tutte uccelli di colore grigiastro, forse perché il pittore era nel frattempo riuscito a vedere un esemplare normale. Cheke e Hume giunsero alla conclusione che l'esemplare ritratto era bianco a causa dell'albinismo, e che proprio per questa peculiarità venne catturato a Mauritius e portato in Europa. Secondo Valledor de Lozoya, invece, il piumaggio di colore chiaro poteva essere una caratteristica degli esemplari giovani, il risultato dello sbiancamento di vecchi esemplari imbalsamati o semplicemente una licenza artistica.
A Réunion non sono mai stati rinvenuti resti fossili di uccelli simili al dodo. Attualmente solo pochi studiosi mettono in dubbio l'ipotesi che il solitario si trattasse in realtà di un ibis, e addirittura alcuni continuano a considerare il «dodo bianco» una specie valida. Lo scrittore britannico Errol Fuller ha accettato l'idea che i dipinti del XVII non raffigurino gli uccelli di Réunion, ma ha messo in discussione l'ipotesi che i resti subfossili di ibis siano necessariamente correlati con le testimonianze che parlano del solitario. Lo studioso ha fatto notare che nessuna prova indica che l'ibis estinto sia sopravvissuto fino all'epoca in cui gli europei hanno raggiunto Réunion. Cheke e Hume hanno respinto queste argomentazioni come mere «credenze» e «speranze» nell'esistenza di un dodo sull'isola.

### Evoluzione
L'isola vulcanica di Réunion ha solo tre milioni di anni, mentre Mauritius e Rodrigues, con le loro specie di Rafini incapaci di volare, hanno tra gli otto e i dieci milioni di anni, ed è improbabile che questi uccelli siano stati capaci di volare dopo cinque o più milioni di anni di adattamento alla vita insulare. Tuttavia è improbabile anche che Réunion possa essere stata colonizzata da uccelli incapaci di volare provenienti da queste isole, e solamente le specie volanti dell'isola hanno parenti che abitano su di esse. Tre milioni di anni è un periodo di tempo sufficiente per consentire a una specie volante presente a Réunion di perdere o ridurre l'abilità nel volo. Ma questa specie potrebbe essere stata spazzata via dall'eruzione del vulcano Piton des Neiges tra 300.000 e 180.000 anni fa. La maggior parte delle specie che hanno popolato Réunion in epoca recente, quindi, sono probabilmente i discendenti di animali che hanno ricolonizzato l'isola giungendo dall'Africa o dal Madagascar in seguito a questo evento, avvenuto troppo recentemente perché un uccello abbia potuto perdere la capacità di volare.
Secondo uno studio morfologico effettuato nel 1995, i più stretti parenti attuali dell'ibis di Réunion sarebbero l'ibis sacro (T. aethiopicus) dell'Africa e l'ibis collospinoso (T. spinicollis) dell'Australia. È anche stato suggerito che possa avere avuto legami di parentela con l'ibis bianco del Madagascar (T. bernieri), e quindi fosse essenzialmente di origine africana.

## Descrizione

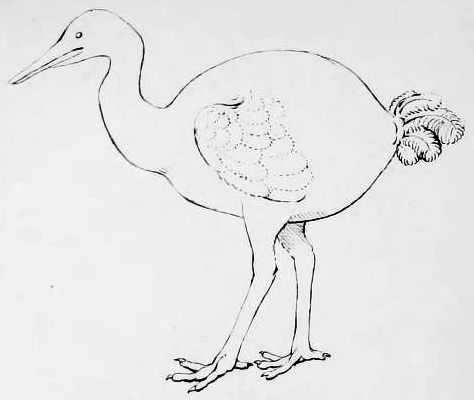
La ricostruzione simile a un ibis o a una cicogna di Hermann Schlegel (1854), basata sulla descrizione di Dubois.

Le testimonianze dei contemporanei descrivono la specie come un uccello con piumaggio bianco e grigio che sfumava nel giallo, estremità delle ali e penne della coda nere, collo e zampe lunghi e capacità di volo limitate. Il racconto di Sieur Dubois del 1674 contiene la descrizione più dettagliata dell'uccello mai fatta da un contemporaneo, tradotta da Hugh Strickland nel 1848 con queste parole:
La colorazione del piumaggio citata è simile a quella di due specie a essa imparentate, l'ibis sacro e l'ibis collospinoso, che sono anch'esse prevalentemente bianche e nero lucente. Durante la stagione riproduttiva, le piume ornamentali del dorso e le punte delle ali dell'ibis sacro assumono un aspetto simile alle piume di uno struzzo, proprio come è scritto nella descrizione di Dubois. Inoltre, una mascella inferiore subfossile rinvenuta nel 1994 indica che l'ibis di Réunion, per essere un ibis, aveva un becco relativamente corto e diritto, non dissimile dal becco a beccaccia descritto da Dubois. Cheke e Hume hanno ipotizzato che la parola francese bécasse della descrizione originale di Dubois, generalmente tradotta come «beccaccia», può indicare anche la beccaccia di mare, un altro uccello dotato di un becco lungo e diritto, ma leggermente più tozzo. Essi hanno inoltre sottolineato che l'ultima frase è stata tradotta male, e vorrebbe dire in realtà che l'uccello poteva essere catturato dopo una breve corsa. La colorazione brillante del piumaggio citata da alcuni autori potrebbe riferirsi a una particolare iridescenza, come quella mostrata dall'ibis collopaglierino.
I resti subfossili dell'ibis di Réunion mostrano che esso era più robusto, e probabilmente più pesante, dell'ibis sacro e dell'ibis collospinoso, e che aveva una testa più grande. Era tuttavia simile a essi sotto quasi ogni aspetto. Le protuberanze ruvide sulle ossa delle ali dell'ibis di Réunion sono simili a quelle degli uccelli che utilizzano le ali nel combattimento. Forse esso era incapace di volare, ma tale caratteristica non ha lasciato tracce osteologiche significative; non è mai stato rinvenuto nessuno scheletro completo, ma degli elementi del petto finora noti solo una caratteristica indica capacità di volo ridotte. Il coracoide è allungato e il radio e l'ulna sono robusti, come negli uccelli volatori, ma un particolare forame tra il metacarpo e l'alula è stato d'altro canto riscontrato solamente tra gli uccelli incapaci di volare, come certi ratiti, pinguini e alcune specie estinte. Dato che le testimonianze dei contemporanei non indicano chiaramente se il solitario fosse incapace di volare o avesse al contrario una seppur limitata capacità di volo, Mourer-Chauvire ha ipotizzato che la capacità di volo dipendesse dai cicli stagionali di aumento e perdita di peso, cioè che questi uccelli ingrassassero durante la stagione fredda e perdessero peso durante quella calda; forse potevano non essere in grado di volare quando erano appesantiti, ma avrebbero potuto librarsi in aria quando non lo erano. Tuttavia, Dubois indica chiaramente che i solitari non manifestavano cicli di aumento e perdita di peso, diversamente dalla maggior parte degli altri uccelli di Réunion.

## Comportamento ed ecologia

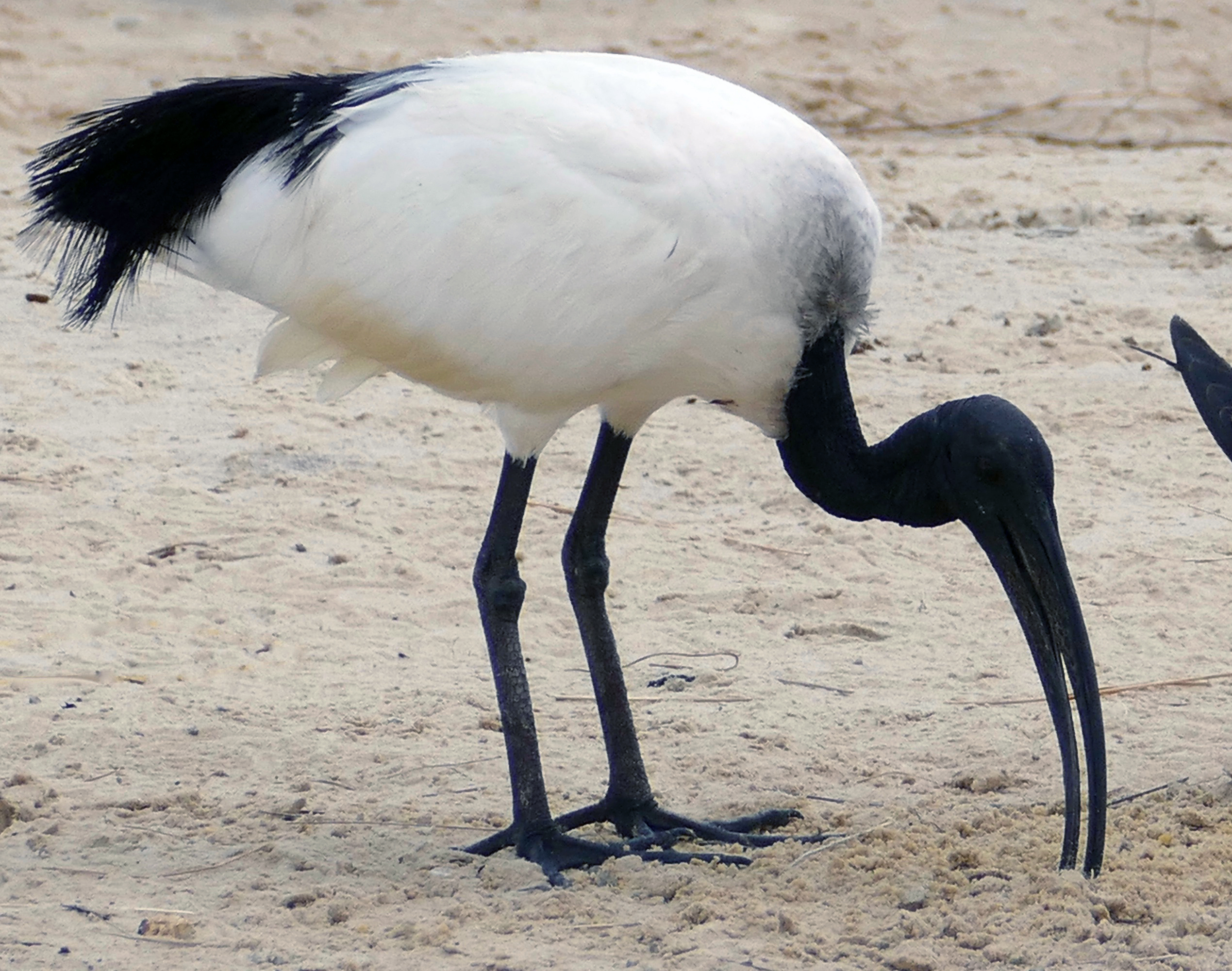
L'ibis di Réunion si alimentava sul terreno, proprio come questo ibis sacro.

Dubois indica che la specie aveva abitudini terricole, e quindi non viveva negli ambienti frequentati dalla maggior parte degli altri ibis, le zone umide. È stato ipotizzato che la causa di questo sia da ricercare nel fatto che gli antenati dell'uccello colonizzarono Réunion prima che sull'isola fossero comparse delle paludi, e si fossero di conseguenza adattati agli habitat disponibili. Forse essi non furono in grado di colonizzare anche Mauritius a causa della presenza del rallo rosso, che potrebbe aver occupato una nicchia simile. Sembra che la specie vivesse ad altitudini elevate, e forse avesse una distribuzione limitata. Le uniche citazioni riguardo alla sua dieta e al suo esatto habitat si trovano nelle testimonianze di Feuilley, risalenti al 1708, che fu anche l'ultimo ad osservare un esemplare in vita:
La dieta e le modalità di foraggiamento descritte da Feuilley ricordano quelle di un ibis, mentre è noto che i Rafini avessero abitudini frugivore. Le testimonianze dei primi visitatori indicano che la specie era presente nelle vicinanze dei luoghi del loro ancoraggio, mentre a partire dal 1667 si trovava solamente in località remote. L'uccello potrebbe essere sopravvissuto nelle pianure orientali fino agli anni '70 del XVII secolo. Sebbene molte testimonianze della fine del XVII secolo sostengano che l'uccello fosse buono da mangiare, Feuilley ritiene che le sue carni avessero un pessimo sapore. La spiegazione potrebbe essere dovuta ad un cambiamento nella dieta che la specie dovette effettuare dopo essersi spostata verso terreni più impervi ed elevati, per fuggire dai maiali che ne distruggevano i nidi; dal momento che aveva capacità di volo limitate, probabilmente nidificava sul terreno.
Molte altre specie endemiche di Réunion scomparvero dopo l'arrivo dell'uomo e la conseguente distruzione dell'ecosistema dell'isola. L'ibis di Réunion condivideva l'areale con altri uccelli scomparsi recentemente, come lo storno di Réunion, il pappagallo delle Mascarene, il parrocchetto di Réunion, il pollo sultano di Réunion, il gufo di Réunion, la nitticora di Réunion e il piccione rosa di Réunion. Tra i rettili estinti figurano la testuggine gigante di Réunion e una specie di scinco del genere Leiolopisma non ancora descritta scientificamente. Su Réunion e Mauritius erano diffusi anche la piccola volpe volante di Mauritius e la chiocciola Tropidophora carinata, scomparse da entrambe le isole.

## Estinzione

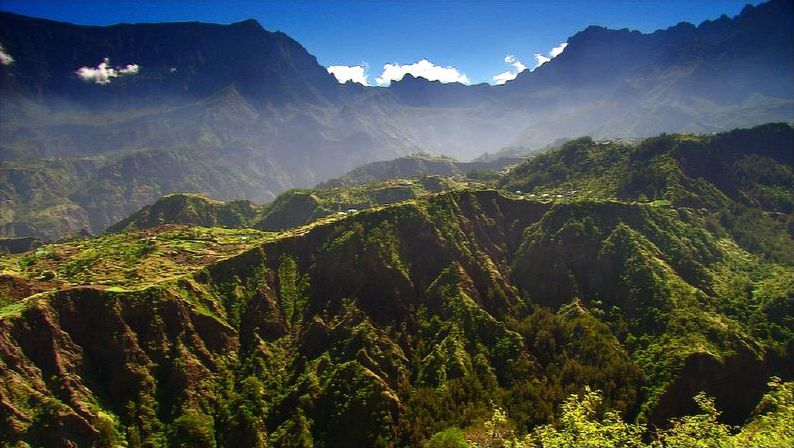
Le montagne di Réunion; la specie potrebbe essersi ritirata verso zone più elevate dopo l'arrivo degli esseri umani e degli animali da essi introdotti.

Con Réunion sempre più popolata dai coloni, l'ibis di Réunion fu costretto a rifugiarsi sulla sommità delle montagne. I predatori introdotti, come gatti e ratti, fecero molte vittime. Anche la caccia incontrollata contribuì alla decimazione della specie e alcune testimonianze di contemporanei sostengono che all'uccello venisse data una caccia spietata per le sue carni. Nel 1625, John Tatton descrisse la docilità dell'uccello e la facilità con il quale poteva essere cacciato, nonché il grande sterminio degli esemplari:
Nel 1671, Melet descrisse il massacro di alcune specie di uccelli sull'isola, e citò le qualità culinarie di questa specie:
L'ultima testimonianza nella quale viene fatta menzione di un «solitario» è quella di Feuilley, risalente al 1708, quindi è probabile che la specie sia scomparsa agli inizi di quel secolo. Negli anni '20 del XIX secolo, Louis Henri de Freycinet domandò a un vecchio schiavo del «dronte» (vecchio termine olandese con cui veniva chiamato il dodo), e gli fu risposto che l'uccello era presente nei dintorni di Saint-Joseph quando suo padre era bambino. Ciò potrebbe stare a indicare un secolo prima, ma la testimonianza potrebbe essere inattendibile. Cheke e Hume sospettano che i gatti inselvatichiti abbiano in un primo momento dato la caccia agli animali nativi nelle pianure, per poi dirigersi verso le zone più elevate dell'interno dell'isola, che furono probabilmente l'ultima roccaforte dell'ibis di Réunion, dal momento che erano inaccessibili ai maiali. Si ritiene che la specie sia scomparsa attorno al 1710–1715.